# Nové mlýny
Nové Mlýny (på tjeckiska: Vodní dílo Nové Mlýny) är tre vattenreservoarer på floden Dyje i södra Mähren i Tjeckien.  Den lägst belägna sjön (Novomlýnská nádrž) har en yta på 1 668 hektar, andra sjön (Věstonická) är 1 031 hektar stor och den sista minsta sjön (Mušov) är 528 hektar stor. Sjöarna är populära bland sportfiskare. På grund av bra vindförhållanden lockas även vind- och kitesurfare hit. Sjöarna ligger vid foten av Pálava kullarna.